# Olympische Sommerspiele 2016/Gewichtheben – Halbschwergewicht (Frauen)
Das Gewichtheben der Frauen in der Klasse bis 69 kg (Halbschwergewicht) bei den Olympischen Sommerspielen 2016 in Rio de Janeiro fand am 10. August 2016 in der zweiten Halle des Riocentro statt. Es traten 17 Sportlerinnen aus 16 Ländern an.
Der Wettbewerb bestand aus zwei Teilen: Reißen (Snatch) und Stoßen (Clean and Jerk). Die Teilnehmerinnen traten aufgrund der geringen Teilnehmerzahl nur in einer Gruppe zuerst im Reißen an, bei dem jede Athletin drei Versuche hatten. Wer ohne gültigen Versuch blieb, schied aus. Im Stoßen hatte wieder jede Starterin drei Versuche. Die Sportlerin mit dem höchsten zusammenaddierten Gewicht gewann. Im Falle eines Gleichstandes gab das geringere Körpergewicht den Ausschlag.

## Titelträger
| Weltmeisterin   | Reißen    | Xiang Yanmei | 120 kg | WM 2015 in Houston |
| Weltmeisterin   | Stoßen    | Xiang Yanmei | 143 kg | WM 2015 in Houston |
| Weltmeisterin   | Zweikampf | Xiang Yanmei | 263 kg | WM 2015 in Houston |
| Olympiasiegerin | Zweikampf | Rim Jong-sim | 261 kg | 2012 in London     |

## Rekorde

### Bestehende Rekorde
| Weltrekord         | Reißen    | Liu Chunhong | 128 kg | Peking, Volksrepublik China | 13. August 2008 |
| Weltrekord         | Stoßen    | Liu Chunhong | 158 kg | Peking, Volksrepublik China | 13. August 2008 |
| Weltrekord         | Zweikampf | Liu Chunhong | 286 kg | Peking, Volksrepublik China | 13. August 2008 |
| Olympischer Rekord | Reißen    | Liu Chunhong | 128 kg | Peking, Volksrepublik China | 13. August 2008 |
| Olympischer Rekord | Stoßen    | Liu Chunhong | 158 kg | Peking, Volksrepublik China | 13. August 2008 |
| Olympischer Rekord | Zweikampf | Liu Chunhong | 286 kg | Peking, Volksrepublik China | 13. August 2008 |

## Zeitplan
- Gruppe B: 10. August 2016, 12:30 Uhr (Ortszeit)
- Gruppe A: 10. August 2016, 15:30 Uhr (Ortszeit)

## Endergebnis
| Rang | Athletin                        | Nation         | Gr. | Kgw.  | Reißen (kg) | Reißen (kg) | Reißen (kg) | Reißen (kg) | Stoßen (kg) | Stoßen (kg) | Stoßen (kg) | Stoßen (kg) | Zweikampf |
| Rang | Athletin                        | Nation         | Gr. | Kgw.  | 1           | 2           | 3           | Gesamt      | 1           | 2           | 3           | Gesamt      | Zweikampf |
| ---- | ------------------------------- | -------------- | --- | ----- | ----------- | ----------- | ----------- | ----------- | ----------- | ----------- | ----------- | ----------- | --------- |
| 1    | Xiang Yanmei                    | China          | A   | 68,78 | 113         | 116         | 118         | 116         | 142         | 145         | 147         | 145         | 261       |
| 2    | Schasira Schapparkul            | Kasachstan     | A   | 69,00 | 111         | 115         | 117         | 115         | 140         | 140         | 144         | 144         | 259       |
| 3    | Sara Ahmed                      | Ägypten        | A   | 68,00 | 107         | 110         | 112         | 112         | 135         | 140         | 143         | 143         | 255       |
| 4    | Leidy Solís                     | Kolumbien      | A   | 68,61 | 106         | 110         | 110         | 110         | 140         | 143         | 146         | 143         | 253       |
| 5    | Nasik Awdaljan                  | Armenien       | A   | 68,55 | 103         | 107         | 107         | 107         | 130         | 133         | 135         | 135         | 242       |
| 6    | Darja Patschabut                | Belarus        | A   | 66,88 | 105         | 105         | 108         | 105         | 126         | 132         | 137         | 132         | 237       |
| 7    | Neisi Dajomes                   | Ecuador        | B   | 68,83 | 100         | 104         | 107         | 107         | 130         | 135         | 135         | 130         | 237       |
| 8    | Mönchdschantsangiin Anchtsetseg | Mongolei       | A   | 68,97 | 106         | 106         | 108         | 106         | 131         | 135         | 135         | 131         | 237       |
| 9    | Marie-Ève Beauchemin-Nadeau     | Kanada         | A   | 68,81 | 98          | 98          | 103         | 98          | 130         | 135         | 136         | 130         | 228       |
| 10   | Rebekah Tiler                   | Großbritannien | B   | 68,59 | 98          | 101         | 101         | 101         | 122         | 126         | 126         | 126         | 227       |
| 11   | Apolonia Vaivai                 | Fidschi        | B   | 68,88 | 88          | 88          | 92          | 88          | 108         | 113         | 117         | 113         | 201       |
| 12   | Duygu Aynacı                    | Türkei         | B   | 68,83 | 85          | 88          | 90          | 90          | 105         | 110         | 110         | 110         | 200       |
| 13   | Gulnabat Kadyrova               | Turkmenistan   | B   | 68,73 | 85          | 90          | 94          | 90          | 100         | 105         | 105         | 105         | 195       |
| 14   | Arcangeline Fouodji             | Kamerun        | B   | 68,08 | 77          | 82          | 86          | 82          | 100         | 105         | 110         | 105         | 187       |
| —    | Patrycja Piechowiak             | Polen          | B   | 68,32 | 98          | 101         | 103         | 101         | –           | –           | –           | –           | –         |
| —    | Florina Sorina Hulpan           | Rumänien       | A   | 67,52 | 100         | 100         | 100         | 100         | –           | –           | –           | –           | –         |
| —    | Anastassija Michalenka          | Belarus        | A   | 67,23 | 103         | 103         | 103         | –           | –           | –           | –           | –           | –         |